# Linum heterosepalum
Linum heterosepalum là một loài thực vật có hoa trong họ Linaceae. Loài này được Regel mô tả khoa học đầu tiên năm 1873.